# Riccardo Minasi

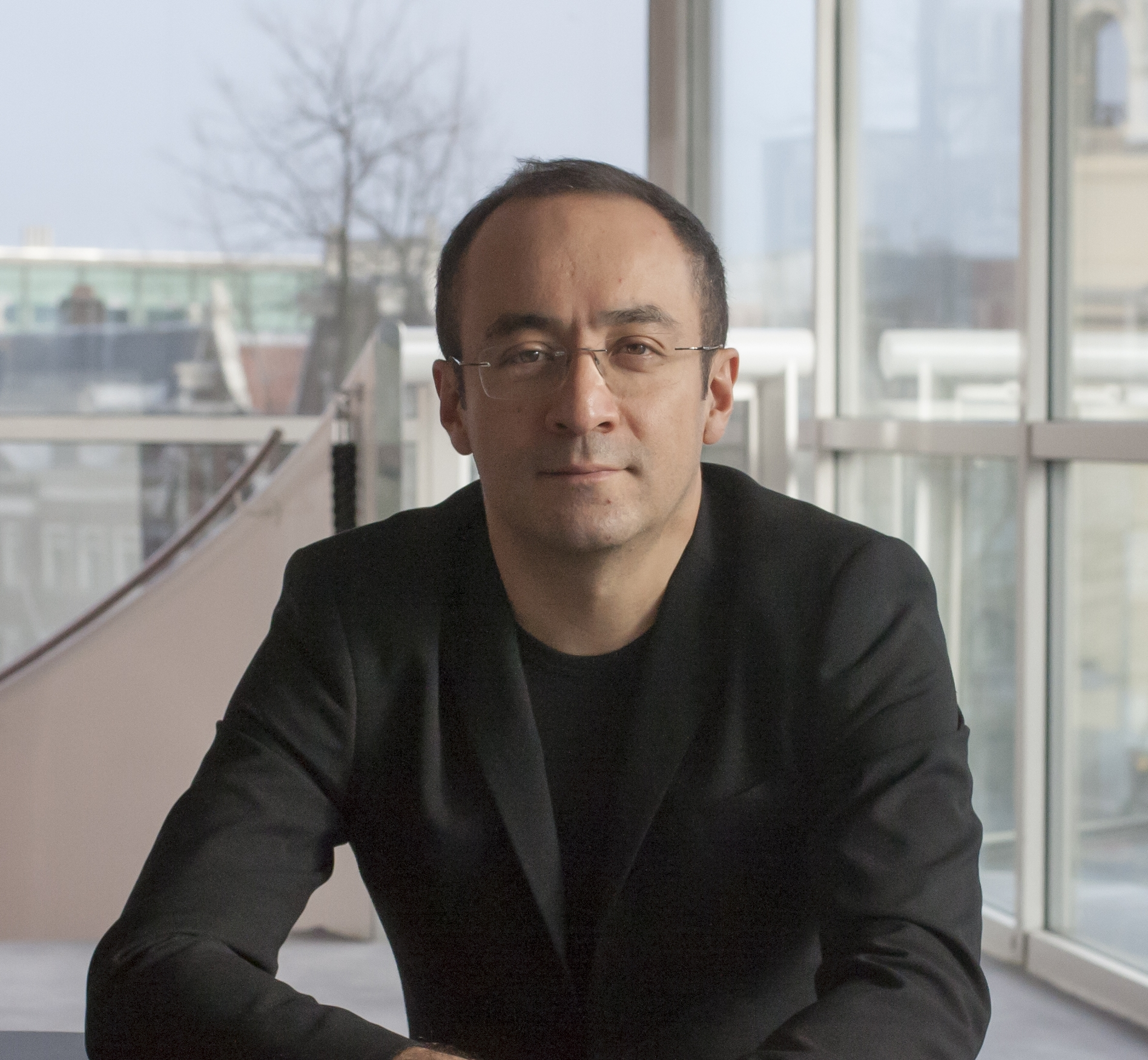
Riccardo Minasi

Riccardo Minasi (* 1978 in Rom) ist ein italienischer Violinist und Dirigent im Bereich der historischen Aufführungspraxis.

## Leben
Riccardo Minasi erhielt ersten Musikunterricht von seiner Mutter, er studierte moderne Violine bei Paolo Centurioni und Alfredo Fiorentini. Danach wandte er sich der Barockvioline und dem entsprechenden Repertoire zu, seine Lehrer in diesem Bereich waren Enrico Parizzi und Luigi Mangiocavallo.
Er war sowohl als Solist, als auch als Konzertmeister in zahlreichen Ensembles, wie dem: „Le Concert des Nations“ unter Jordi Savall, der „Accademia Bizantina“, dem „Concerto Italiano“, mit Il Giardino Armonico, dem „Concerto Vocale Gent“ unter René Jacobs, dem Collegium 1704 oder dem „Ensemble 415“ unter Chiara Banchini aktiv. Zu den bedeutenden Musikern, mit denen er konzertierte, zählen Enrico Onofri, Viktoria Mullova, Albrecht Mayer, Christophe Coin, Sergio Azzolini oder Reinhard Goebel. Auch als Dirigent hat er mit mehreren namhaften Ensembles gearbeitet, darunter die Kammerakademie Potsdam, das Ensemble Resonanz, das Zürcher Kammerorchester, das Balthasar-Neumann-Ensemble oder das „Helsinki Baroque Orchestra“, dessen 1. Kapellmeister er seit 2008 ist. 2007 gründete er das Kammermusikensemble „Musica Antiqua Roma“, mit dem er Werke des 17. und 18. Jahrhunderts aufführt. Ein Schwerpunkt sind die vergessenen römischen Komponisten aus dieser Zeit.
2009 erhielt Minasi eine Berufung als historischer Berater des Orchestre symphonique de Montréal.  2010 wirkte er als Assistent-Dirigent und Konzertmeister bei der Dortmunder Produktion der Oper Norma von Bellini mit dem Balthasar-Neumann-Ensemble an der Seite von Thomas Hengelbrock.
Von 2004 bis 2010 lehrte Minasi Kammermusik am „Vincenzo-Bellini-Konservatorium“ in Palermo. Er leitete Meisterklassen und Kurse für Violine, Kammermusik und Barockorchester an der „Longy School of Music“ in Cambridge (USA), der „Sibelius Academy“ in Helsinki, der „Chinese Culture University“ in Taipei, der „Kùks Residence“ in Tschechien, dem „Conservatory of Sydney“ und der „Scuola di Musica“ in Fiesole.
Riccardo Minasi stehen unter anderem Violinen, die den Geigenbauern David Tecchler (1666–1748) und Amati (1623) zugeschrieben sind, zur Verfügung.
Minasi war Chefdirigent des Ensembles Il pomo d’oro von dessen Gründung im Jahr 2012 bis 2015. Das neue Orchester konnte bereits mit seiner ersten Einspielung – Vivaldis L'imperatore – Preise gewinnen und edierte im Gründungsjahr auch noch Soloalben der Countertenöre Max Emanuel Cenčić, Franco Fagioli und Xavier Sabata, sowie ein Album mit Venezianischer Barkarole. Seit 2013 gastiert das Ensemble in wichtigen Häusern ganz Europas, beispielsweise im Theater an der Wien, in Paris, München, London, St. Petersburg, Zürich und Barcelona.
Im Dezember 2016 wurde Riccardo Minasi als Nachfolger von Ivor Bolton zum Chefdirigenten des Mozarteumorchesters Salzburg bestellt.
Im September 2018 begann Minasi für zwei Spielzeiten seine Tätigkeit als „Artist in Residence“ des Ensemble Resonanz an der Hamburger Elbphilharmonie. Diese Zusammenarbeit wurde inzwischen bis 2024 verlängert.
Seit 2015 verbindet Riccardo Minasi eine intensive musikalische Zusammenarbeit mit dem „Orchestra La Scintilla“ an der Oper Zürich. Im Januar 2022 erfolgte die Ernennung zum künstlerischen Leiter des Orchesters.
Zahlreiche der mehr als 20 CD-Einspielungen, an denen er solistisch mitwirkte, erhielten Schallplattenpreise. Die Aufnahme von Heinrich Ignaz Bibers Rosenkranz-Sonaten nahm als Album an der Endrunde des Midem Classical Award für das Jahr 2009 teil.

## Diskografie (Auswahl)
- Heinrich Ignaz Biber, Rosenkranz-Sonaten (ARTS, 2006)
- Arcangelo Corelli's Legacy, Violinsonaten von Corelli und seinen Schülern (Passacaille, 2007)
- Francesco Veracini, Sonaten für Violine und Bc (Sony, 2009)
- Julius Rietz, Johann Benjamin Gross, Cello Concertos and Fantasy (Ars produKtion, 2009)
- Georg Friedrich Händel, Violin Sonatas (Sony, 2011)
- Antonio Vivaldi, Concerti per l’imperatore (Naïve, 2012)
- Bad Guys. Arien von Georg Friedrich Händel: Xavier Sabata, Il pomo d’oro (Aparte A048, harmonia mundi, 2013)
- Carl Philipp Emanuel Bach I 6 Hamburg Symphonies, Ensemble Resonanz, Label: Es-Dur (2014)
- Carl Philipp Emanuel Bach II, 4 Symphonies, Wq 183 – 6 Sonatas, Wq 184, Ensemble Resonanz, Label: Es-Dur (2016)
- Wolfgang Amadeus Mozart: Symphonien Nr. 39–41, Ensemble Resonanz, Label: harmonia mundi (2020)
- Giovanni Battista Pergolesi: Stabat Mater, Ensemble Resonanz, Label: harmonia mundi (2021)